# HD 74180
HD 74180 är en dubbelstjärna belägen i den mellersta delen av stjärnbilden Seglet och som också har Bayer-beteckningen b Velorum. Den har en kombinerad skenbar magnitud av ca 3,81 och är svagt synlig för blotta ögat där ljusföroreningar ej förekommer. Baserat på parallaxmätning inom Hipparcosuppdraget på ca 0,68 mas, beräknas den befinna sig på ett avstånd på ca 3 200 ljusår (ca 990 parsek) från solen. Den rör sig närmare solen med en heliocentrisk radialhastighet på ca -25 km/s.

## Egenskaper
Primärstjärnan HD 74180 A är en gul till vit superjättestjärna av spektralklass F8 Ia. Den har en massa som är ca 13 solmassor, en radie som är ca 250 solradier och har ca 38 000 gånger solens utstrålning av energi från dess fotosfär vid en effektiv temperatur av ca 5 800 K. Följeslagaren är en stjärna av 10:e magnituden separerad med 37,5 bågsekunder från primärstjärnan.
HD 74180 har klassificerats som en misstänkt Alfa Cygni-variabel stjärna som endast varierar med 0,06 magnitud. Den har möjliga perioder nära 53, 80 och 160 dygn, men variationen är till stor del oregelbunden.
Flera studier har betraktat HD 74180 som en starkt lysande superjätte eller hyperjätte med en tidig F-spektraltyp, till exempel F2 Ia+, F0 Ia, och F4 I. Det har gjorts motsvarande uppskattningar av stjärnans ljusstyrka till flera hundratusen gånger solens luminositet. En studie 2015 använde Barbier-Chalonge-Divans (BCD) system för att härleda en luminositet av 38 000 L☉ och en svalare, mindre lysande spektraltyp av F8 Ib.